# Langue d'oïl
« Oïl » redirige ici. Pour les autres significations, voir Oil.
 (février 2022).
Si vous disposez d'ouvrages ou d'articles de référence ou si vous connaissez des sites web de qualité traitant du thème abordé ici, merci de compléter l'article en donnant les références utiles à sa vérifiabilité et en les liant à la section « Notes et références ».
Le terme langue d'oïl (prononciation : /ɔ.il/) désigne un sous-ensemble des langues romanes qui regroupe la plupart des parlers romans d'une moitié nord de la France, ainsi que ceux du sud de la Belgique (Belgique romane), des îles Anglo-Normandes, et ceux parlés dans une toute petite partie de la Suisse romande (canton du Jura) du Moyen Âge avec ses différentes variantes. Il peut aussi être utilisé pour désigner la famille linguistique proche du français avec ses langues-sœurs locales actuelles (berrichon, bourguignon, champenois, normand, picard, wallon, etc.).
L'appellation au pluriel langues d'oïl est celle enregistrée et employée en France pour ces parlers considérés comme des langues régionales. Cet ensemble de parlers est très rarement appelé oïlitan,,.
Ce groupe du nord a conservé un substrat celtique plus important et a subi une plus grande influence du germanique que son voisin du sud, l'occitan, apparu dans des zones ayant connu une romanisation plus précoce et plus intense.
Jusqu'au XIIe siècle, la langue d'oïl est identique à ce qu'on appelle l’ancien français et englobe ses différents dialectes. Par la suite les langues d'oïl vont évoluer indépendamment les unes des autres. L'ensemble de ces parlers peut être considéré comme un groupe des langues gallo-romanes.

## Terminologie
Historiquement langue vernaculaire issue du latin populaire, et d'abord appelée « vulgaire (ou vulgal) », la langue d'oïl apparaît sous le nom de « roman » à partir du xiie siècle. Le mot roman est toutefois ambigu, puisqu'il peut désigner toutes les langues romanes, et très tôt l'appellation franceis ou françois apparaît concurremment. Ce terme finit par l'emporter pour désigner à la fois la langue du roi et ses variantes régionales, mais il faut dire aujourd'hui « ancien français » pour le distinguer de ses évolutions ultérieures qui aboutissent au « français standard ».
L’appellation « langue d’oïl », quant à elle, semble en usage dès la fin du XIIIe siècle. Elle provient de la manière de distinguer les langues d’après la manière de dire « oui » (de « oïl » est issu le français moderne « oui ») qui devait être courante à cette époque. Cet usage se trouve chez Dante, qui oppose deux groupes de langues à qui il reconnaît une unité pour chacun d’eux :
- celui dans lequel on dit « jo » (les langues germaniques) comprend plusieurs langues sans plus de détails ;
- l’autre (les langues romanes), d’après sa classification, comprend trois langues :
  - une dans laquelle on dit « oïl » (l'ancien français),
  - une dans laquelle on dit « oc » (l'occitan, langue des troubadours, incluant alors le catalan),
  - une dans laquelle on dit « sì » (pour Dante, la lingua del sì, c'était surtout l'italien, encore à ses débuts au point de vue littéraire).

Le mot oïl provient du gallo-roman o-il (celui-ci), lequel remonte au latin hoc et ille, oc du latin hoc (ceci), et si du latin sic (ainsi).
Cependant, de même que la langue d’oc était rendue parallèlement par lingua occitana, la langue d’oïl était aussi nommée lingua gallicana en latin diplomatique.
Le pluriel pour les langues d’oïl contemporaines est apparu en 1982, avec la création de l’association Défense et Promotion des Langues d'Oïl.

## Controverse: langue ou groupe de langues?

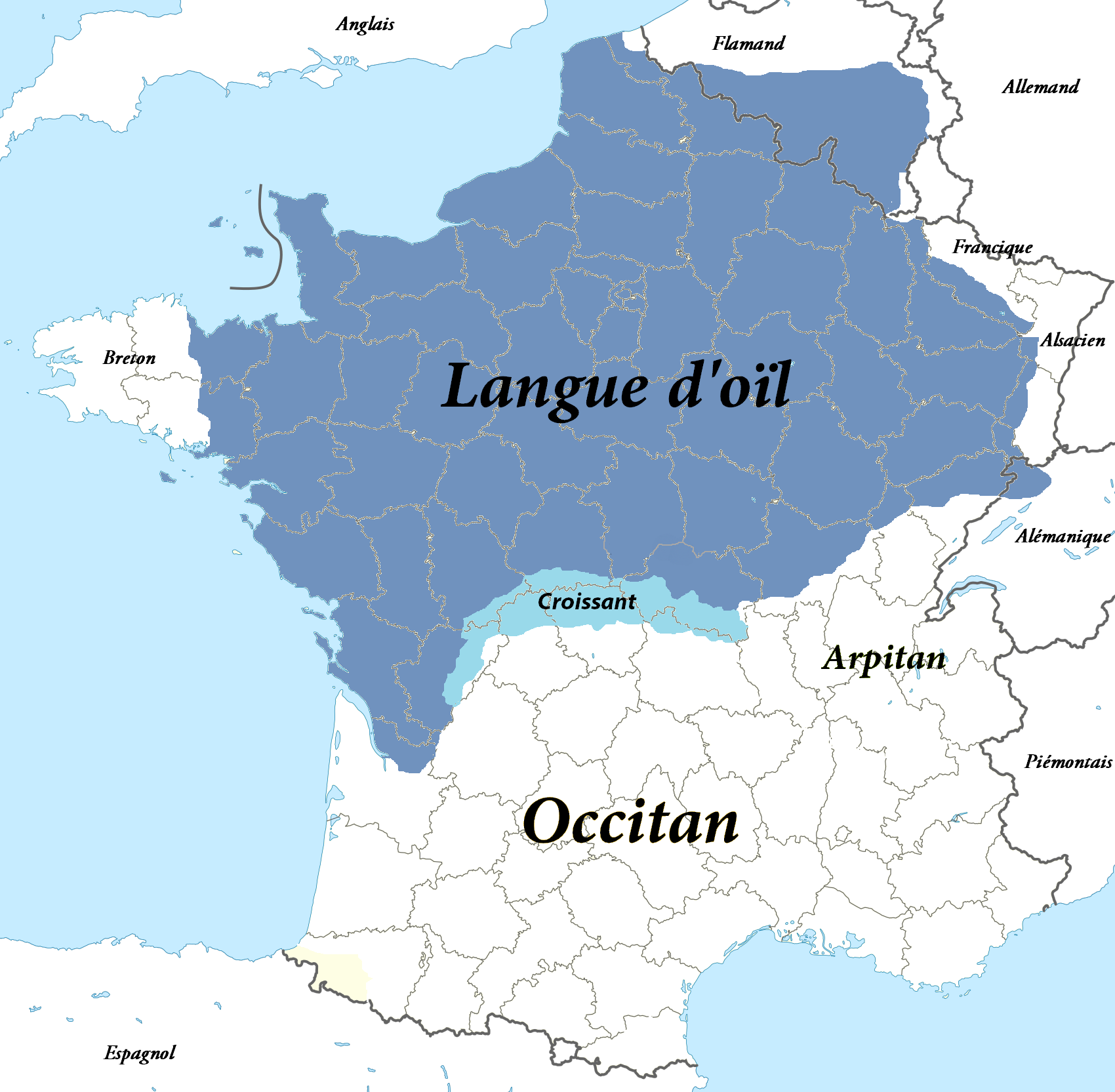
Territoire de la langue d'oïl (+ Croissant).

Les langues d’oïl sont parfois considérées comme des dialectes du français, suivant la classification la plus traditionnelle de la linguistique romane, provenant elle-même d’une transposition de la situation linguistique médiévale à la période actuelle. Dans cette perspective, la langue d’oïl est alors employée au singulier, car elle est considérée comme une langue, formée de l’ensemble des variétés d’oïl. Ces dernières peuvent être considérées comme des dialectes d’oïl. Cependant, cette conception est problématique pour plusieurs raisons.
D’une part, le français devient alors un terme ambigu, renvoyant à la fois à une langue, la langue d’oïl, et à un dialecte particulier de cette langue, le français académique.
D’autre part, l’intercompréhension a été définie comme un critère de définition des langues. Et il a été relevé que l’intercompréhension n’était pas toujours effective au sein des composantes linguistiques du domaine d’oïl.
L’argument selon lequel les variétés d’oïl ne pouvaient constituer des langues distinctes parce qu’elles forment un continuum linguistique a également été avancé. Cependant, le continuum linguistique est en réalité beaucoup plus important. Il s’étend, en effet, jusqu’à Lisbonne et Trieste. Ce simple critère permettrait donc d’inclure également, entre autres, du fait de l’existence de parlers de transition, l’occitan, le catalan, l'espagnol et le portugais dans cette même langue. Par ailleurs, le continuum linguistique comme critère de définition d’une langue requiert la prise en compte des cas d’îlots linguistiques appartenant à des ensembles linguistiques plus vastes et se heurte aux cas de césures au sein d’un même ensemble linguistique.

## Détail des langues

Les langues d'oïl selon Henriette Walter (1988).

Les langues d'oïl selon Marie-Rose Simoni-Aurembou (2003).

Les langues d'oïl peuvent être regroupées d’après des critères linguistiques. Dans le cas de celles parlées en France, les regroupements peuvent être effectués à l’aide d’une indication géographique, cette dernière permettant de localiser l’aire linguistique concernée. Ces langues sont :
- au centre (Île-de-France et à proximité) : français (unique langue fille du francien)[i] ;
- à l’est : bourguignon-morvandiau, champenois, lorrain ;
- au nord : normand, normand méridional, picard, wallon ;
- à l’ouest : gallo, groupe ouest (dont angevin, tourangeau, manceau, mayennais, percheron) ;
- au sud-est : franc-comtois[j] ;
- au sud-ouest : poitevin-saintongeais[k],[l],[m],[n],[o],[p], dont deux variétés (poitevin, saintongeais)[q] ;
- au sud : berrichon, bourbonnais.

En 2003, le linguiste Hans Goebl, de l'université de Salzbourg, publie son analyse dialectométrique de 1421 cartes de l'Atlas linguistique de la France.
La langue d'oïl comprend l'ancien français populaire de Paris du XVIIe siècle, qui est l'ancêtre du français d'Europe et du français d'Amérique (sauf en ce qui concerne le français acadien, voir plus bas et le wallon du Wisconsin).
Le français acadien aussi se rattache directement aux langues d'oïl, même s'il n'est pas une langue régionale de France. Le français acadien, dont le point de départ des premiers locuteurs est géographiquement circonscrit à quelques villages du Loudunais, serait de ce fait une variété de la langue d'oïl dérivée de l'angevin selon les uns, sinon une variété à substrat poitevin en raison du réservoir démographique dans l'ouest de la France et de la proximité du port de La Rochelle, principal point des départs.
Le wallon, le picard, le lorrain roman (appelé gaumais) (il existe aussi des dialectes lorrains germaniques) et le champenois sont reconnus en Belgique par la Communauté française en tant que langues endogènes depuis 1990.

### Normand et picard

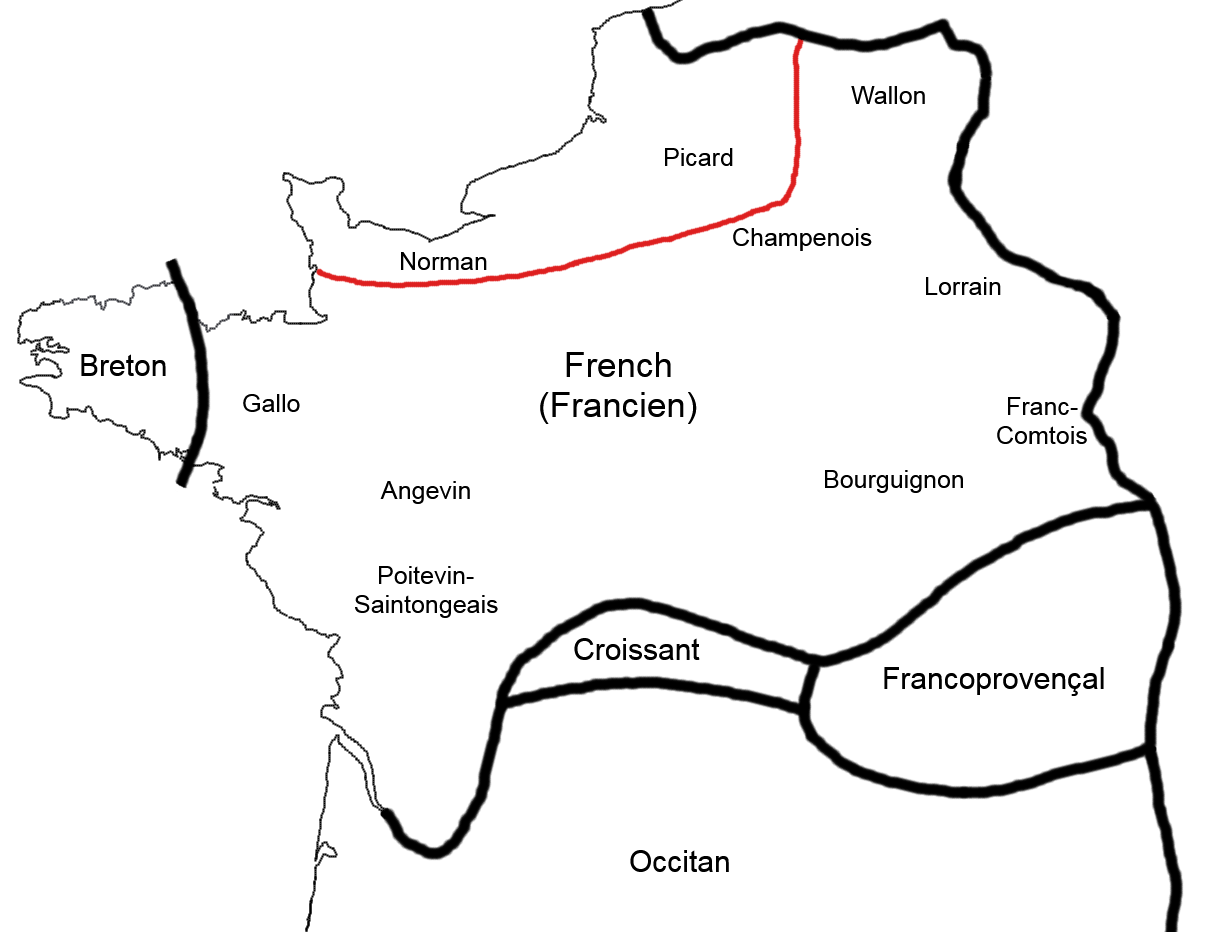
La ligne Joret (en rouge) dans le domaine des langues d'oïl.

La Normandie et la Picardie sont traversées par la ligne Joret, qui sépare le domaine septentrional du domaine méridional. Le normand du Nord et le picard, au contraire du normand méridional, sont caractérisés par l'absence de palatalisation /k ɡ/ + /a/ (en), ainsi que le « chuintement » normanno-picard. Plus anecdotiquement, le normand du Nord a conservé le [w] germanique là où, plus au sud, il a évolué vers [g] gu-.
Des variétés de normand septentrional sont parlées dans les îles Anglo-Normandes (jèrriais et guernesiais). Aux côtés de l'anglais et du français, le jèrriais est langue officielle de Jersey depuis 2019.
À la suite de la conquête normande de l'Angleterre, le normand septentrional a donné naissance au français anglo-normand, langue jadis parlée à la cour d'Angleterre et qui a profondément influencé l'anglais. 

## Histoire
La langue d’oïl est issue du gallo-roman, langue qui était parlée en Gaule du Ve au IXe siècle. Les quelques manuscrits en gallo-roman qui ont été conservés attestent que l’écart entre la langue parlée et langue écrite commence à être prise en compte au cours de cette période. Ainsi, au VIIIe siècle un lexique de la Vulgate, dit glose de Reichenau, accompagne les mots posant des problèmes de compréhension de leur équivalent en langue vernaculaire, ce qui montre que l’écrit devient difficilement accessible, nombre de mots étant notamment sortis de l’usage. De même, en 813, le Concile de Tours décide que les prêtres doivent faire leurs sermons en langue vernaculaire pour faciliter leur compréhension. Enfin, en 842, les Serments de Strasbourg contiennent deux courts textes suivis en français de l'époque (et les mêmes en langue tudesque c'est-à-dire en allemand de l'époque), au sein d'un récit en latin : en français, les plus anciens textes suivis en ancien français qui nous soient parvenus, à savoir le serment de Louis le Germanique jurant fidélité à son frère Charles contre leur frère aîné Lothaire Ier et le serment des soldats de Charles le Chauve jurant de ne pas soutenir leur chef s'il venait à renier son serment en faisant alliance avec Lothaire contre Louis ; réciproquement, le serment de Charles le Chauve et celui des troupes de Louis le Germanique, repris en allemand de l'époque au sein du même récit en latin, sont parmi les plus anciens textes connus dans une langue germanique.
La pièce considérée comme le premier texte littéraire écrit en langue d’oïl est la Cantilène de sainte Eulalie, datée de la fin du IXe siècle. Du Xe siècle, il ne subsiste que des notes fragmentaires sur Jonas, un court poème sur la Passion (bien qu'il puisse ici s'agir plutôt d'ancien occitan) et un autre sur La Vie de saint Léger. Ensuite, c’est vers 1050 qu’est rédigé un écrit important, la Vie de saint Alexis.
Les différences au sein de la langue d’oïl apparaissent très tôt : ainsi, au début du XIIIe siècle, Robert de Clari et Geoffroi de Villehardouin racontent tous deux la quatrième croisade, mais l'un est picard et l'autre est champenois, et les différences entre leurs façons de s'exprimer sont frappantes, au point qu'il n'est pas faux de dire que Clari écrit en ch'ti. Un peu plus tard, Roger Bacon note dans son Opus majus, écrit en latin médiéval à la fin des années 1260 : « En effet, les idiomes d'une même langue varient selon les individus, comme il arrive à la langue française qui auprès des Français, des Picards, des Normands et des Bourguignons varie de manière idiomatique. Et les termes corrects dans la langue des Picards font horreur aux Bourguignons, et même aux Français plus voisins… ». Au départ, cette différenciation s’explique essentiellement des manières suivantes :
- l’instabilité de la situation politique et sociale joue plutôt en défaveur du conservatisme linguistique ;
- l’influence franque diversement marquée selon les territoires est un facteur d’évolution divergente ;
- la vie locale prédominante s’oppose d’autant plus à l’uniformisation de la langue du fait de l’absence d’importants pôles de diffusion de la langue que constitueraient des grandes villes et un gouvernement centralisé ;
- les diverses entraves et facilités de communication dues à la géographie naturelle et aux aménagements humains expliquent l’expansion ou non des innovations linguistiques et donc la répartition des traits linguistiques dans les différents parlers.

Cependant, à compter du XIIe ou XIIIe siècle, l’intensification des échanges entre les différents terroirs de langue d’oïl engendre une augmentation des emprunts entre les différents dialectes. Ces phénomènes favorisent l’intercompréhension et maintiennent une relative unité de la langue.
Pour la période médiévale, la langue d’oïl peut être divisée de deux manières. Son aire linguistique est, en effet, constituée de quatre zones dialectales : armoricaine, burgonde, francienne et franque. Et la langue est composée de neuf dialectes : angevin (ancêtre de l’angevin, du gallo et du mainiot), bourguignon (ancêtre du bourguignon-morvandiau et du franc-comtois), champenois, francien (ancêtre du français), lorrain, normand, picard, poitevin (ancêtre du poitevin-saintongeais), wallon.

## Comparaisons

### Début de la fable d'EsopeLa bise et le soleil
- Français standard : « La bise et le soleil se disputaient, chacun assurant qu'il était le plus fort, quand ils ont vu un voyageur qui s'avançait, enveloppé dans son manteau. Ils sont tombés d'accord que celui qui arriverait le premier à faire ôter son manteau au voyageur serait regardé comme le plus fort. »
- Bourguignon (Montsauge-les-Settons) : « Lai bige peus l'soulei s'pisagaint, chaicun diant qu'el étot l'pus fôrt, quand qu'el' ont vu un voèyaigeou que s'aippeurchot, enroûté dan son mantiau. È' s'sont mettus d'aiccord que çu qu'airriverot l'premer ài fére oûter son mantiau au voèyaigeou serot ergaidé coume l'pus fort. »[25]
- Picard  :
  - Amiénois « Eche vint d'froèdure é pis ch'solé i s'accreutchoaite, èque chatchun i promettoait qu'ch'étoait li ch'pus fort, pis à un momint vlo qu'i voèyte un voèyageu qu'i s'avinche, intorsillé dins un long mintieu. I se sont intindus qu'èchti qu'arrivroait èl preume à foaire inlver sin mantieu à ch'voèyageu, a sro chtilo qu'o diroait qu'ch'est ch'pus fort. »[25]
  - Tournaisien « El biss' et l' solèl s' batcheott'nt à queoss' qu'ein diseot qu'i-éteot pu har que l'eaut'. Quanc' qu'i apercheot'nt ein voyageu qui s'avancheot, imballé dins s' casaque. I seont qués d'accord que l' ceu qui arrivreot l' prumier à fair' orsaquer s' casaque au voyageu i s'reot ravisé comm' el meilleu. »[25]
- Normand (Trouville-sur-Mer)  : « Le rile et le solé se maquaient, chaqueun acertainaunt qu'i 'tait le pus quœuru quaund il ount veu eun voyageus qui s'avaunchait, enveloppaé, encarcanaé, dauns sen mauntiâo. il sount aintaé d'accord que chelui qui serait lé prémyi à faire enlevaer sen mauntiâo oû voyageus s'rait regadaé coume le pus quœuru. »[25]
- Franc-comtois : « Lai bise et le soureil se disputïnt, tchécun assurant qu'èl était lou pus fô, quand els ant vu ïn voiyaidgu qui s'aivançait, env'loppè dans son manté. Es sont tchu d'aiccord que c'tu qu'airriveré lou premie è faire ôtaie son manté â voiyaidgu, seré voétie c'ment lou pus fô. »[25]
- Poitevin-Saintongeais :
  - Poitevin (Saint-Pardou) « Le vent de Galérne et le soulall s'achtiniant, acertinant que l'étiant pu fort que l'aùte quan que l'avant vu in cheminao çhi avancét, bun enmanchai den in paletàu. L'avant été vite d'assent que çhau çhi çhi ferét ghitae sun paletàu le premé o cheminao sarét le pus fort. »[25]
  - Saintongeais (Condéon) « Le vent dau nord et pi le soulail etiant à maeme de se chicallae. Chacun acertenét qu'ol étét li le pus fort quand i z'avant vu in voeyajheur qui s'en venét tout encatinai dans son paletot. I s'avant mis d'assent que le prmier qui z'y feràe quitàe son paletot saràe le pu fort. »[25]
- Sarthois : « Le vent et l'soulei y s'disputaient, chacun pour sûr qu'il l'tait l'pu fort, quand qu'y ont vu un voyageu' qui s'acheminait ben embourré dans son palteau. Ils l'taient ben d'aquédent pour que c'ty là qu'arriverait le premier à faire oûter son palteau au voyageu', y s'rait ergardé comme le pu fo'. »[25]
- Gallo (Merdrignac): « Le vent fret e le soulai taen a s'entr-battr tous deûz a savaïr qhi q'i taet le pus fôt. E den le méme secant il avizite un veyaïjou qi taet qi cheminae de lou bout, hanë d'un paltaod. I se metite d'assent qe le sien q'ariverae le permier a fere tirer son paltaod ao bounoume-la serae ergardë come le pus fôt. »[25]
- Tourangeau (Tours) : « La galarne quant et eul soulet étaint damprés qué d'hargner, açartifiyant chaquieun qu'il était eul pius fourciabe, quanqu'is veyiront eun viageux qui s'avanciait, enlouppéye dins seun manquiau. Is cheyiront d'assent sul fait qu'esti qu'anriverait eul promier à faire toude seun manquiau d'au viageux sérait areuilléye coumme eul pius fourciabe. »[25]
- Wallon :
  - Liégeois « Li bîhe èt l' solo s' quèr'lît : chake acèrtinéve qu'il èsteût l' pus fwért, qwand 'l ont vèyou on voyèdjeû rafûlé è s' mantê. I s' ont mètou d'acwérd qui l' ci qu'ariv'reût l' prumî a lî fé bodjî s' mantê, sèreût loukî come li pus fwért. »[25]
  - Namurois « C'èsteut mârgaye ètur li bîje èt l' solia. Chake di zèls v'leut awè raîson tot d'djant qu'il èsteut l' pus fwârt. Adon, il ont vèyu ariver on vwèyajeû rafûrlé dins s' paletot. Il ont faît mârtchi qui l'cia qui rèyussireut l' prumî à lî fé r'ssatchî s' paletot sèreut r'waîtî come li pus fwârt. »[25]
  - Carolégien « El bîje èyèt l'solia ès' brètit : chaque d'intrè yeûsses afranchisseut qu'il èsteut l'pus fôrt, quand is-ont vèyu in vwèyâdjeû qui s'avanceut, èfârdèlè dins s'frake. Is-ont tcheût d'acôrd qu'èl cén qu'ariv'reut l'preumî à fé r'satchî s'frake au vwèyâdjeû, s'reut r'wétî come èl pus fôrt. »[25]
  - Wallon unifié « El bijhe et l’ solea s’ margayént, tchaeconk sotnant k’ il estéve li pus foirt, cwand il ont veyou on voyaedjeu ki vneut, ewalpé dins s’ mantea. I ont toumé dacoird ki l’ ci ki arivreut l’ prumî a lyi fé rsaetchî s’ mantea sereut waitî come li pus foirt. »[25]
- Champenois (Araucourt) : « La bise pis lu souleil su dêbêchint, chaquin disa qu'il ètot lu pus fôrt, quat il ant vu in vo-yageûr qui s'radinot, amitoufléye da s'mantiau. I su sant mïs d'accôrd qû c'lou qu'arriv'rot lu prumí-ï à fére al'ver s'mantiaü au vo-yageûr, eh bêh qu'çu s'rot lou lu pus fôrt. »[25]
- Lorrain (Drouville) : « Lè bîhhe et lo s'lo s'disputînt, chèkîn d'hant que'l atôt lo pus fôrt, quand 'l ont vu în wèyègeou que s'avançôt, sêrré dans so manté. Is s'ont mis d'accôrd qu'lo cel qu'erriv'rôt lo premer è faire rôter so manté â wèyègeou s'rôt r'wêti comme lo pus fôrt. »[25]
- Gaumais (Habay) : « La bîche èt lu slo su dècampoussint, tchèquin djerant qu'il atout lu pus fôrt, quand il-ant veû in vouyadgeû qui v'nout, ratortî dès s'mânté. Il-ant tcheû d'accôrd qu lu cé qui arriv'rout lu premî à fâre r'tèrèr s'manté au vouyadgeû s'rout rwâti coume lu pus fôrt. »[25]
- Angevin (Angers) : « Le vent agapi et le soulé is diguenâillaient, châqueun s'proumettant d'êt' le pus férieux, quand is n'ont vu ein voéyageux qui allait devant embourré en son mantiau. Is avont été d'assent que ceté-là qui, le promier, parfinirait à faire oûter le sieun d'mantiau ou voéyageux, s'rait étimagé coume le pus férieux. »[25]